# Casa della Porta Ferrata
La Casa della Porta Ferrata è uno storico edificio della città piemontese di Avigliana in Italia.

## Storia
L'edificio risale al XIV secolo.
La casa venne riprodotta nel 1884 da Alfredo d’Andrade nel Borgo Medievale del Valentino a Torino.

## Descrizione
L'edificio presenta uno stile gotico. Al piano terreno, un portico presenta arcate ogivali con cornici in cotto rette da pilastri tondi in muratura, coronati da capitelli scolpiti con figure fantastiche. La fascia marcapiano è composta da archetti incrociati sostenuti da mensoline con teste di uomini, di animali e di altri esseri grotteschi. Il piano superiore è contraddistinto da bifore trilobate, sorrette da un'esile colonnina in pietra e racchiuse da cornici in cotto.